# Miroslav Bulešić
Blaženi Miroslav Bulešić (Čabrunići, 13. svibnja 1920. – Lanišće, 24. kolovoza 1947.), hrvatski katolički svećenik i mučenik. Proglašen je blaženikom 28. rujna 2013. godine.

## Životopis

### Školovanje
Rođen je od oca Mihe i majke Lucije rođ. Butković u selu Čabrunići pokraj Svetvinčenta u Istri. Osnovno obrazovanje stekao je u Juršićima, a srednjoškolsko u sjemeništima u Gorici i Kopru. Studirao je filozofiju i teologiju u Rimu na Sveučilištu „Gregoriana”. Za njegovo školovanje zauzeo se blaženi Alojzije Stepinac.

### Svećeništvo
Za vrijeme II. svjetskog rata, 1943. postao je svećenik. Povodom njegovog svećeničko ređenja 11. travnja 1943. (nekoliko mjeseci prije kapitulacije Italije) u Svetvinčentu, mjesni svećenici su propovijedali na hrvatskom jeziku i označili mladog hrvatskog svećenica kao nadu za svoj narod. Neki komunisti - koji su tih mjeseci u Istri širili mrežu svojih suradnika koja će kasnije podići ustanak - su to ocijenili kao konkurenciju za utjecaj u narodu pa je Ivan Motika opisao njegovu mladu misu kao otvoreni napad na partizanski pokret te zaprijetio svećenicima koji su sudjelovali na mladoj misu  „da je to izdaja protiv našeg naroda, te da će izdajice i neprijatelji naroda prije ili kasnije biti nemilosrdno kažnjeni od naroda, koji će im sam suditi.“
Bio je upravitelj župe u Baderni do 1945. To su bila strašna ratna vremena kada su u Istri bile tri vojske - partizanska, njemačka i talijanska. Osobitu pozornost posvetio je odgoju djece i mladih, pomagao je svima koji su bili u potrebi. Izjavio je: “Ja sam katolički svećenik i podijelit ću svete sakramente svima koji to traže – i Hrvatu i Nijemcu i Talijanu.” Primao je prijetnje s raznih strana pa je u svom dnevniku zapisao: “Moj život Ti sasvim darujem za svoje stado… Želim umrijeti za Slavu Božju i spasenje duše svoje i duša svojih vjernika.” Usprkos nazočnosti talijanske i njemačke vojske, počeo je matične knjige (krštenih, umrlih, vjenčanih) voditi na hrvatskom jeziku.
U jesen 1945. imenovan je župnikom u Kanfanaru. Predavao je vjeronauk u školi, okupljao mladež, obnovio crkveno pjevanje, uveo pobožnost Srcu Isusovu i Marijinu, organizirao pučke misije i karitativnu djelatnost. Protivnici vjere su ga napadali, ali nije htio pobjeći u Italiju: ”Ako me ubiju, ubit će me za Boga i vjeru.” 
U jesen 1946. postao je nastavnik i odgojitelj u Sjemeništu i Gimnaziji u Pazinu. Posvetio se odgoju i obrazovanju sjemeništaraca. Imenovan je tajnikom “Svećeničkog zbora sv. Pavla”, koji je okupljao svećenike Hrvate, zalagao se za slobodu vjere i nesmetano djelovanje Crkve, a pridonio je i međunarodnom priznanju pripojenja Istre "Hrvatskoj u Jugoslaviji". U proljeće 1947. komunističke vlasti predstavile su “petogodišnji plan”, kojim su tražili radne akcije nedjeljom, zabranu vjeronauka u školama te udaljavanje Crkve iz javnog života. Miroslav Bulešić se tome odlučno usprotivio, zajedno s drugim svećenicima iz "Svećeničkog zbora sv. Pavla".

## Smrt i štovanje

### Ubojstvo
U kolovozu 1947. pratio je kao službeni pratitelj delegata Sv. Stolice mons. Jakoba Ukmara, koji je dijelio sv. krizmu na području oko Buzeta. Nakon što komunističke pristalice nisu uspjele spriječiti krizmu u Buzetu 23. kolovoza 1947. (izgrednici su onemogućili obred u župnoj crkvi u Buzetu, ali su krizmanici i kumovi prema uputi svećenika otišli u crkvu u obližnjem selu Črnici), došli su naredni dan pred župnu kuću u obližnjem Lanišću, opet pokušavajući spriječiti krizmu.
Mještani Lanišća su složno čuvali crkvu i svećenike u Lanišću, sve dok nije došla Narodna milicija; potom su se razišli kući držeći da neće biti daljnjih nereda. Kada je župnik Stjepan Cek otvorio vrata župnog dvora komandiru milicije, upali su pred očima milicajaca i njihovog komandira napadači u župni dvor, pretukli nasmrt mons. Ukmara (tek je liječnik - mrtvozornik prepoznao da svećenik još diše), te brutalno pretukli i naposljetku nožem zaklali (ubodom u grlo) Miroslava Bulešića. Krv Miroslava Bulešića prskala je po zidu župnog ureda u kojem je on ubijen, te je tekla sve do predsoblja lanišnog župnog ureda.
Nije dopušteno da bude pokopan u svojoj rodnoj župi u Svetvinčentu, nego je pokopan u Lanišću. Za laniške nerede, jugoslavenske su vlasti optužile župnika Stjepana Ceka te je osuđen na montiranom procesu u Pazinu u listopadu iste godine, makar je bio nevin. Od 1947. bio je zatvoren u Staroj Gradiški šest godina. Biskupija u Trstu otvorila je postupak za proglašenje mons. Jakoba Ukmara blaženim i svetim.
Tek će 1958. tijelo Miroslava Bulešića biti preneseno na groblje u Svetvinčenat, a 2003. godine u posebnu kriptu u zidu župne crkve u Svetvinčentu. Počinitelji zločina i inicijatori ubojstva su dobili smiješno male kazne - i to za banalno kazneno djelo protiv javnog reda i mira, za razliku od osoba koje su pokušale spriječiti zločin, koje su dobile višegodišnje zatvorske kazne. Lanišćanski župnik Cek, koji nikoga nije fizički udario, osuđen je na šest i pol godina zatvora.
Tadašnji je papinski nuncij Joseph Harley rekao: ”Vi ste više dobili smrću tog mladog svećenika, nego li ste izgubili, jer ste dobili blaženika i mučenika.” 
Bulešić je bio profesor filozofije mladom Ivanu Grahu, budućem zaslužnom hrvatskom povjesničaru i arhivistu. Bulešićeva mučenička smrt utjecala je na Grahovu odluku o odlasku u svećenike, kao i na to da dio života posveti istraživanju progona katoličkih svećenika i vjernika. Iz tih vremena samo iz Porečke i Pulske biskupije 82 su svećenika bila su u zatvoru, u vremenskom rasponu od 15 dana do 6 godina.

### Beatifikacija
Biskup Dragutin Nežić započeo je 1956. službeni postupak za proglašenje blaženim, ali su komunističke vlasti to zabranile. Postupak je 1957. otvoren u Rimu, a 28. ožujka 2000. porečko-pulski biskup Ivan Milovan prebacio je postupak u Hrvatsku. Biskupijski postupak je zaključen 2004. godine, te je sva dokumentacija u vezi beatifikacije poslana Kongregaciji za kauze svetaca u Vatikanu. Papa Benedikt XVI. dana 20. prosinca 2012. godine ovlastio Kongregaciju za proglašenje svetih da objavi dekret o proglašenju blaženim vlč. Miroslava Bulešića.
Na obljetnicu njegove smrti, 1997. župljani laniške župe su postavili spomen-ploču na zgradi doma gdje je Bulešić ubijen. Istog dana su postavili i spomen-ploču na zidu ispred same crkve, s tekstom "24. kolovoza 1947., na ovoj posvećenoj zemlji, dok se dijelila sv. potvrda, branili smo Crkvu i svećenike, svjedočili vjeru svojih otaca, narodni identitet i slobodu".
Beatifikacija Miroslava Bulešića održala se 28. rujna 2013. u Puli. Miroslav Bulešić je tako postao novi hrvatski blaženik.

## Ocjena

### Držanje Saveza antifašističkih boraca
U siječnju 2013. godine očitovalo se za javnost Predsjedništvo saveza antifašističkih boraca Istarske županije, reagirajući na izvještaj "Glasa Istre" o životu i smrti M. Bulešića riječima: "Ne bi voljeli vjerovati da je Vaš novinar namjerno zaboravio javnosti predočiti ono najbitnije što je prouzočilo nepotrebno ubojstvo svećenika Miroslava Bulešića u Lanišću u kolovozu 1947., do kojeg ne bi došlo, da nisu upravo svećenici Stjepan Cek i Miroslav Bulešić režirali i izvjesili oglas na crkvenim vratima da partizani ne mogu biti kumovi na krizmi, a niti mogu krizmati svoju djecu. Kao dokaz prilažemo izvod iz 2. knjige mons. Bože Milanovića „Istra u dvadesetom stoljeću“ str. 214 i 234 koji i sam navodi ovu činjenicu, kao i brojni još živi svjedoci. To je bila teška provokacija i uvreda nenarodnog svećenstva, napaćenom i totalno stradalom kraju u ratu. Sva su sela Ćićarije temeljito spaljena, mnogo nedužnih ljudi, djece, žena i staraca izmasakrirano i poubijano. Narodni revolt bio je spontan, masovan i nekontroliran. U tom metežu (psihologija mase) nije nitko očekivao, da će se desiti ubojstvo. To nije ubojstvo političkog sustava kako ga prikazuje Vaš novinar već zločin pojedinca i njegove samovolje, zbog čega je bio i osuđen u redovnom postupku na Okružnom sudu." 
Uz svoje priopćenje je priložio SAB stranice 232. – 245. Knjige "U krvi rođeno" iz 1948. godine. U knjizi partizanski prvoborac, urednik partizanskih novina i književnik Zvane Črnja (1920. – 1991.) izlaže priču o sukobima svećenstva i lokalnih komunista, kako su mu je bili iznijeli učesnici napada na crkvu i svećenike u Lanišću, u kojem je naposljetku bio ubijen Miroslav Bulešić. Na tim stranicama Zvane Črnja prikazuje Miroslava Bulešića kao "tamnu gvozdenu ruku, koja upravlja svim nitima reakcije u Istri" (str. 237); kao osobu čija je pojava izazivala u Istri strah i trepet. Opisuje se kako su mještani Lanišća koji su čuvali crkvu i svećenike - tukli nezadovoljne komuniste, koji da su navodno htjeli ići na misu;  da su se "popovski stražari" - Z. Črnja izrijekom navodi da je "popovskih stražara" bilo 30 do 40, među kojima su većina bile žene - povukli tek kada se pred crkvom okupilo oko 500 pripadnika "naroda" koji su bili protiv "popova" (str. 240. – 241.) i nakon što je došla milicija da zavede javni red i mir. Navodi se da je milicija pucala u zrak, pokušavajući zaustaviti napadače koji su upali u župni dvor. Zvane Črnja nije bio u svoj prikaz - navodi se u knjizi "U krvi rođeno" da je Črnjin tekst sačinjen temeljem terenskog novinarskog rada u kolovozu 1947. god.; knjiga je objavljena nešto prije nego što će Z. Črnja završiti na Golom otoku - uvrstio razgovore s organizatorima komunističkog okupljanja oko lanišćanske crkve.
Inače je pisanje Zvane Črnje o Miroslavu Bulešiću iz 1947. godine već ranije bilo komentirano. Tako Mate Žmak-Matešić, koji je 1947. godine s grupom drugih kumova branio crkvu u Lanišću od - kako on procjenjuje - oko 400 izgrednika, te je s nekolicinom drugih vjernika bio oko 20 metara od župnog dvora u vrijeme upada i vidio ubojicu kako izlazi iz župnog dvora krvavih ruku i s nožem u rukama,  svjedoči da je tijekom rada na svojoj knjizi "Krvava krizma u Lanišću" (Pazin 1997., ponovljeno izdanje 2007.) od Zvane Črnje bio dobio pismo, u kojem Črnja povlači ono što je 1947. i 1948. god. pisao o Miroslavu Bulešiću, pripisujući sve svojoj tadašnjoj mladosti i povjerenju u najviše komunističke dužnosnike koji su mu dali zadatak da tako piše.

### Službeno izvješće
U službenom izvješću dr. Ukmar je zapisao:
"Nakon završetka krizme u crkvi i mise koju je služio vlč. Miroslav Bulešić uputili smo se k župnoj kući. Nakon četvrt sata, kad su bili krizmani i oni koji su naknadno prispjeli - bilo je to oko jedanaest sati - pobunjenici su ušli u kuću i ubili nožem vlč. g. Bulešića, koji je bio kraj vratiju. Ja osobno izišao sam iz župnog ureda u predvorje i vidio ga mrtva kako leži na tlu među zlikovcima koji su zaposjeli kuću; povukao sam se u spavaću sobu, gdje sam nakon minute vremena i sam teško izudaran i ostao sam ležeći u krvi. Smatrajući da sam mrtav, ostavili su mene i potražili župnika, ali ga nisu pronašli jer se bio sakrio. Kroz dvadeset sati ostao sam u nesvijesti."

## Film
O Miroslavu Bulešiću snimljen je dokumentarni film Moja osveta je oprost. Film je dobio glavnu nagradu na 5. Festivalu hrvatskoga katoličkog filma Trsat.

## Vanjske poveznice
- Životopis na stranicama Porečke i Pulske biskupije
- Politički zatvorenik br. 190/2008. R. B. Maeštrovica: Moja sjećanja na Istru i suvremene istarske teme